# Історія освоєння мінеральних ресурсів Нікарагуа
Історія освоєння мінеральних ресурсів Нікарагуа
Індіанці добували і плавили золото з часів раннього середньовіччя. Після завоювання країни у XVI ст. іспанцями тут розроблялися в основному корінні золоторудні родовища з високим вмістом металу. Руду подрібнювали й амальгамували. У кінці XIX ст. під впливом «золотої лихоманки» в США видобуток золота в Нікарагуа значно зріс, і до початку XX ст. в країні з'явилися великі гірничо-збагачувальні підприємства, що застосовували для добування золота з руд технологію ціанування. Видобуток золотих та срібних руд у промислових масштабах продовжувався протягом XX ст. (проводився транснаціональною корпорацією «ASARCO»). Видобуток золотих і срібних руд корінних родовищ здійснювали гірничо-збагачувальні підприємства «Бонанса», «Сьюна», «Лимон» і «Ла-Лібертад».
Станом на кінець XX ст. в північній частині країни розвідані промислові поклади залізняку, родовища свинцевих руд, вольфраму і цинку. Основне значення для економіки країни мають родовища золота, срібла, поліметалів. Крім того, в Нікарагуа виявлені родовища індустріальних мінералів — бентоніту, вапняку, гіпсу, каоліну, цеоліту, пемзи і виробних каменів. В останній чверті XX ст. частка гірничодобувної промисловості становила більше 7 % ВВП країни та до 12 % експорту.
На початку XXI ст. гірнича промисловість займає помітне місце в економіці Нікарагуа і зосереджується на видобутку золота та срібла. У 2001 р. видобуто 120 400 унцій золота, 80 300 унцій срібла. Головний продуцент — рудник El Limon компанії Black Hawk Mining. Крім золота і срібла видобувають нерудну мінеральну будівельну сировину (гіпс, бентонітові глини, пісок , щебінь). У невеликих кількостях добувають кухонну сіль.